# Rodrigo Etchart
Rodrigo Etchart (24 de janeiro de 1994) é um jogador de rugby sevens argentino.

## Carreira
Rodrigo Etchart integrou o elenco da Seleção Argentina de Rugbi de Sevens, na Rio 2016, que foi 6º colocada.